# Mohsin Hamid
Mohsin Hamid (ur. 23 lipca 1971 w Lahaur) – pakistański pisarz mieszkający w Wielkiej Brytanii.
Urodził się w Pakistanie, jednak część dzieciństwa spędził w Stanach Zjednoczonych. Studiował w Princeton oraz na Harvardzie. Pracował jako konsultant w McKinsey & Company, zajmował się dziennikarstwem. Obecnie mieszka w Londynie. Debiutował w 2000 książką Moth Smoke, pisze w języku angielskim. 
Drugie jego dzieło, powieść Uznany za fundamentalistę, znalazło się na krótkiej liście do Nagrody Bookera w 2007. Jest to utwór w znacznej mierze autobiograficzny – jego bohaterem jest młody Pakistańczyk, absolwent Princeton rozpoczynający zawodową karierę w szanowanej finansowej instytucji z Nowego Jorku. Po wydarzeniach z 11 września 2001 jego dotychczasowe życie (i przekonania) ulega gwałtownej przemianie. Książka została wydana także w Polsce.

## Twórczość
- Moth Smoke (2000)
- Uznany za fundamentalistę (The Reluctant Fundamentalist 2007)